# Делијски вис
Делијски вис је градско насеље Ниша. Налази се на подручју градскe општине Палилулa у Нишавском управном округу. Налази се на око 5 км јужно од центра града.

## Насеље
Делијски вис је насеље које је смештено тик уз Ћеле Кулу. Од Ћеле Куле је одвојено пругом Ниш - Пирот. Најдужа улица Делијског виса је Улица Љубомира Николића.
На крају улице Марина Држића се налази окретница за аутобусе, а поред окретнице, фабрика Darex. Окретница се налази на ненасељеном делу Делијског виса, тик уз њиву и пругу.
На делу Делијског виса где се налазило стрелиште 1987. изграђен је стадион ЖФК Машинац.
На Делијском вису се налази старо војно гробље где су сахрањивани српски војници из Балканских ратова, из Првог светског рата, а делимичмо и немачки војници из Првог светског рата.
У насељу се налази многобројне трговинске радње, као и Основна школа „Бранко Миљковић“.

## Галерија
- Део насеља
- Габровачка река унасељу Делијски вис
- Габровачка река изнад насеља делијски вис

## Саобраћај
До Делијског виса се може доћи градском линијом 13 Трг Краља Александра - Булевар Немањића - Ћеле Кула - Делијски Вис.

## Демографија
Ово насеље је великим делом насељено Србима.